# Янгулово (Кировская область)
Янгулово — деревня в Малмыжском районе Кировской области, в составе Большекитякского сельского поселения.

## География
Улицы деревни:
- Восточная
- Заречная
- Центральная

## Население
| 2010 |
| ---- |
| 33   |